# Amtsgericht Eisleben

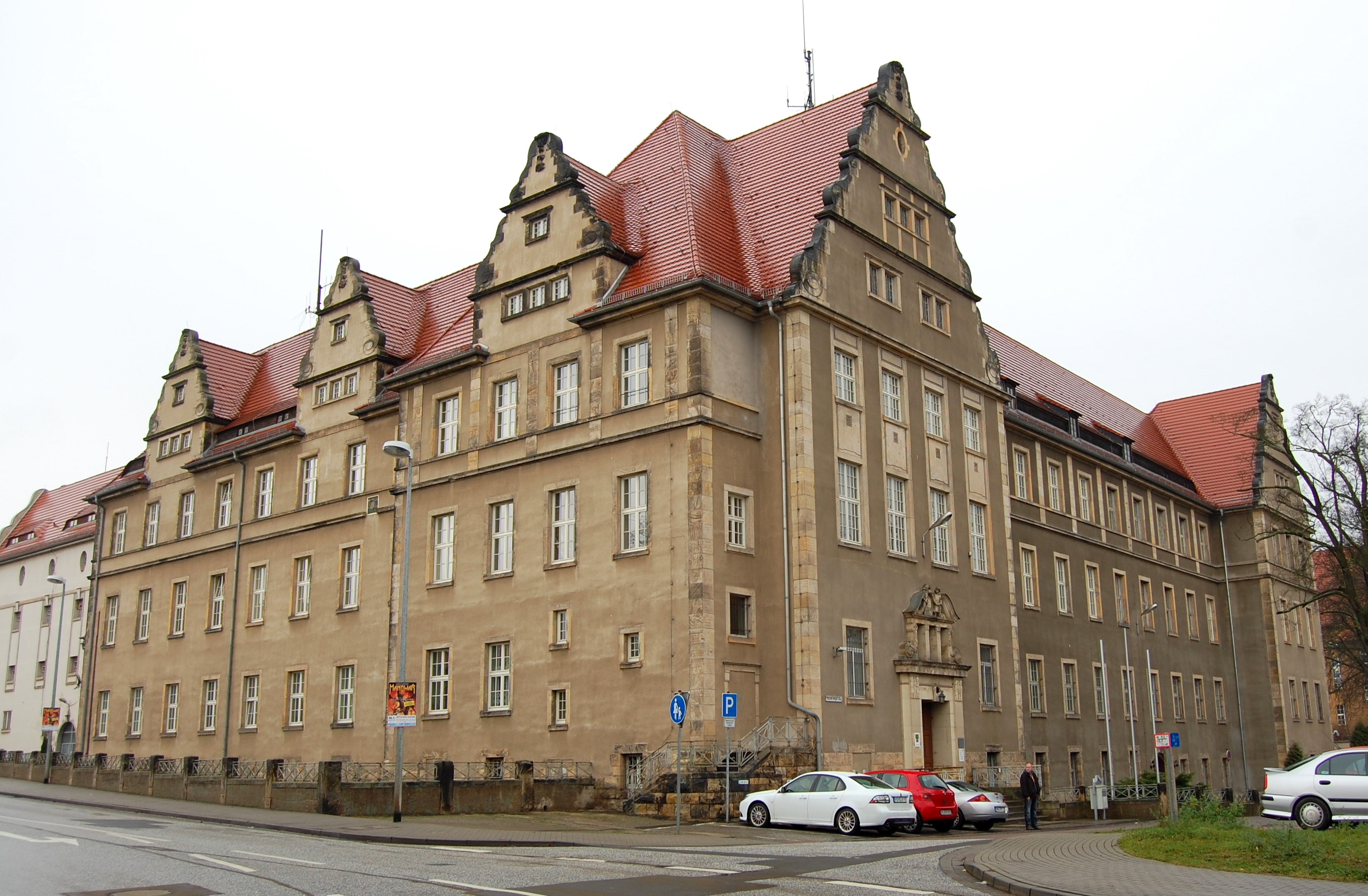
Amtsgericht Eisleben (2009)

Das Amtsgericht Eisleben ist ein Gericht der ordentlichen Gerichtsbarkeit in Deutschland. Es gehört zum Bezirk des Landgerichtes Halle und des Oberlandesgerichtes Naumburg.

## Sitz und Bezirk
Sitz des Gerichtes ist Lutherstadt Eisleben. Der Gerichtsbezirk umfasst neben der Lutherstadt Eisleben die Städte Arnstein und Hettstedt, sowie die Gemeinden Ahlsdorf, Benndorf, Bornstedt, Gerbstedt, Helbra, Hergisdorf, Klostermansfeld, Mansfeld, Seegebiet Mansfelder Land und Wimmelburg, die alle zum Landkreis Mansfeld-Südharz gehören. Das restliche Kreisgebiet gehört zum Bezirk des Amtsgerichtes Sangerhausen.

## Geschichte
Von 1849 bis 1879 bestand in Eisleben das Kreisgericht Eisleben. Im Rahmen der Reichsjustizgesetze wurden reichsweit einheitlich Oberlandes-, Land- und Amtsgerichte gebildet. Das königlich preußische Amtsgericht Eisleben wurde mit Wirkung zum 1. Oktober 1879 als eines von 16 Amtsgerichten im Bezirk des Landgerichtes Halle im Bezirk des Oberlandesgerichtes Naumburg gebildet. Der Sitz des Gerichtes war die Stadt Eisleben. Sein Gerichtsbezirk umfasste den Mansfelder Seekreis ohne die Teile, die den Amtsgerichten Alsleben, Gerbstädt, Halle und Wettin zugeordnet war. Am Gericht bestanden 1880 fünf Richterstellen. Das Amtsgericht war damit das zweitgrößte Amtsgericht im Landgerichtsbezirk. Am Amtsgericht wurde ein Strafkammer für die Amtsgerichte Eisleben, Hettstedt, Mansfeld, Ermsleben, Gerbstedt und Wippra gebildet. Gerichtstage wurden in Schraplau gehalten.
In der DDR wurden 1952 die Amtsgerichte aufgehoben und einheitlich Kreisgerichte gebildet. Eisleben kam zum Kreis Eisleben, entsprechend entstand das Kreisgericht Eisleben im Bezirk des Bezirksgerichtes Halle. Mit dem Gerichtsorganisationsgesetz von Sachsen-Anhalt wurden das Kreisgericht 1992 aufgehoben und erneut ein Amtsgericht Eisleben gebildet und erneut dem Landgericht Halle zugeordnet.

## Gebäude
Das Amtsgericht in der Friedensstraße 39/40 ist in einem von 1911 bis 1913 errichteten viergeschossigen Zweckbau untergebracht. Das monumental wirkende, verputzte Gebäude wurde vom Regierungsbaumeister Philipp Rappaport entworfen. Das Haus verfügt über Seitenrisalite und große Zwerchhäuser. Hohe Schweifgiebel geben dem Gebäude eine an den Stil des Barocks erinnerndes Erscheinungsbild. Die Fassade ist mit Dekor aus Werkstein zurückhaltend verziert. Am Haupteingang befinden sich in den Kapitellen der Pilaster figürliche Darstellung zum Thema Rechtsprechung, in dem auch Schwert und Waage dargestellt werden. Westlich des Gerichtes schließt sich ein Gefängnistrakt an, der noch bis in das Jahr 2009 als Frauengefängnis und Außenstelle der Justizvollzugsanstalt Volkstedt genutzt wurde. Das Gerichtsgebäude steht unter Denkmalschutz.